# Gaillon-sur-Montcient
 Gaillon-sur-Montcient  es una población y comuna francesa, en la región de Isla de Francia, departamento de Yvelines, en el distrito de Mantes-la-Jolie y cantón de Meulan.

## Demografía
| 332 | 358 | 489 | 516 | 599 | 646 |
| Para los censos de 1962 a 1999 la población legal corresponde a la población sin duplicidades (Fuente: INSEE [Consultar]) |     |     |     |     |     |